# Fabio Fazio
Fabio Fazio (Savona, 30 novembre 1964) è un conduttore televisivo, autore televisivo, produttore televisivo e saggista italiano.
Negli anni ottanta ha esordito giovanissimo sulle reti RAI, diventandone uno degli autori e conduttori più rappresentativi e in cui ha lavorato in maniera quasi ininterrotta fino al 2023, anno in cui è passato in Warner Bros. Discovery.
Ha presentato il Festival di Sanremo per quattro edizioni: 1999, 2000, 2013 e 2014; delle ultime due è stato anche il direttore artistico. È noto per essere il conduttore e autore deI programma Che tempo che fa, in onda dal 2003.

## Biografia

### Gli inizi e gli anni ottanta

Fazio agli esordi nel 1987, imitatore in Jeans

Nato a Savona da Giuseppe, originario di Varazze, e Delia, casalinga nata in Etiopia da genitori calabresi, Fabio Fazio ha conseguito la maturità classica presso il Liceo Classico "Gabriello Chiabrera" di Savona nel 1983 e di seguito la laurea in Lettere e Filosofia all'Università di Genova con una tesi sugli elementi letterari nei testi dei cantautori italiani. Esordisce nel 1982 in radio come imitatore nel programma Rai Black out. Successivamente partecipa a un mega-provino organizzato da Bruno Voglino per la Rai: Gianni Boncompagni lo fa esordire in televisione nel 1983 con Raffaella Carrà in una puntata di Pronto Raffaella.
Ma il vero debutto è nello stesso anno al programma di Loretta Goggi Loretta Goggi in quiz (nella prima edizione come ospite estemporaneo mentre nella seconda entra a far parte del cast) e a Sponsor City, varietà comico di Rete 4 del 1984. Si occupa in seguito di trasmissioni dedicate a un target giovanile come L'Orecchiocchio, nella stagione 1985-1986.
Prosegue la sua conduzione di programmi giovanilistici con Estate Disco 1986 (la risposta della Rai al Festivalbar) insieme a Isabel Russinova, Jeans, nelle stagioni 1986-1987 e 1987-1988 (come coconduttore insieme a Moana Pozzi e successivamente a Simonetta Zauli), con tra un'edizione e l'altra Improvvisando, programma del 1987 andato in onda nell'estate e a inizio autunno (sarà presente nel cast anche dell'edizione 1988).
Dal 1987 al 1990 conduce su Odeon TV il programma Forza Italia insieme a Roberta Termali e Walter Zenga, e nel frattempo su Rai 2 e su Rai 3, rispettivamente, Fate il vostro gioco e Mai dire mai, nella stagione 1988-1989. Dall'aprile 1990 al 1991 è invece uno dei protagonisti del varietà satirico-demenziale Banane, in onda su Telemontecarlo, mentre nella stagione 1990-1991 è in Mi manda Lubrano e nell'autunno del 1991 è su Rai 1 con Fantastico Bis.
Sempre in quel periodo (e fino alla stagione 1993-1994) è, insieme a Oreste De Fornari, Stefano Magagnoli ed Enrico Magrelli, uno dei quattro giovani giornalisti che affiancano Sandro Paternostro in Diritto di replica su Rai 3, al quale fanno seguito, più o meno nello stesso periodo (primavera 1992 e 1993), le due edizioni di Porca miseria, sempre sulla terza rete. Intanto continua a collaborare con Telemontecarlo, per la quale realizza nella stagione 1992-1993 T'amo TV (circa 60 puntate, a partire dal 2 novembre 1992).

### Anni novanta

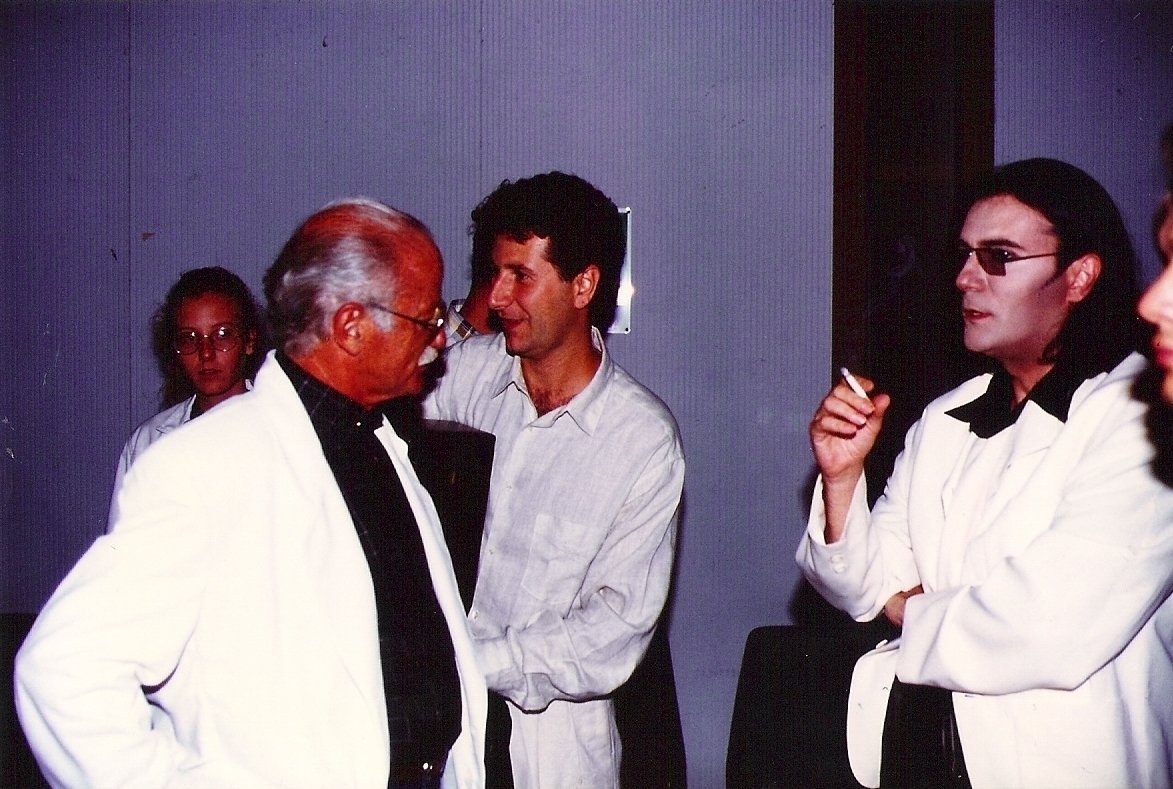
Fazio (al centro) con Gino Paoli e Renato Zero nel 1992

Il vero successo però arriva nel 1993, quando scrive e conduce, su Rai 3, il varietà domenicale Quelli che il calcio. Sarà questa trasmissione a consacrarlo al grande pubblico, mettendo in risalto per la prima volta le sue doti di conduttore singolo oltre che di spalla e di imitatore. Nel gennaio 1995 particolare rilevanza mediatica suscitò la decisione di Fazio e del cast della trasmissione di abbandonare in quella puntata lo studio, a causa di alcuni scontri tra due tifoserie culminati con la morte di un tifoso. Nel 1998 il programma viene promosso su Rai 2 e diventerà uno dei programmi di punta della rete. La conduzione di Fazio proseguirà fino alla stagione 2000-2001 quando lascia la Rai per la neonata LA7 ed è sostituito da Simona Ventura.
Nel 1996 scrive il film Pole pole, che Massimo Martelli gira in Africa per sostenere l'AMREF. Il film, in cui interpreta sé stesso, viene presentato fuori concorso alla Mostra internazionale d'arte cinematografica di Venezia. Sempre nel 1996 conduce su Rai 1 alla domenica alle 20:40 il mini-varietà Per Atlanta sempre dritto, singolare concorso per 'portatori di fiaccola' varato dalla Coca-Cola in vista dei giochi olimpici di Atlanta. Si tratta di una breve trasmissione in onda per circa 7-8 minuti, nello spazio occupato durante la settimana da La Zingara. In ogni puntata Fazio mette in competizione con una serie di stratagemmi le persone che aspirano e portare la fiaccola olimpica. Ai vincitori viene consentito di trasportarla per un chilometro.

Fazio (a sinistra) e Marino Bartoletti a Quelli che il calcio, 1993 circa

Nel 1997, sempre con Martelli come regista, esce per la Rai una fiction tv in due parti dal titolo Un giorno fortunato, dove interpreta il dottor Francesco Fàsoli psicologo dell'ASL ricco di nevrosi quotidiane; al film partecipano Claudio Bisio nel ruolo di un paziente ed Enzo Jannacci nella parte di un medico psichiatra. La fiction è stata girata per le scene esterne a Imperia, provincia della terra ligure, sua regione natale, e per le scene interne a Roma. Ancora nel 1997 assieme a Claudio Baglioni conduce in primavera Anima mia (e poi nell'autunno del 1999 L'Ultimo Valzer), revival sugli anni settanta che ottiene consensi sia di pubblico sia di critica, e diverrà uno dei programmi più visti della storia della seconda rete Rai fino all'arrivo, sette anni più tardi, de L'isola dei famosi: riceverà numerosi riconoscimenti tra cui il Telegatto come programma dell'anno dalle mani di Michael Jackson.
Dal 1997 al 2003 è testimonial pubblicitario del Gioco del Lotto.

#### Conduttore del Festival di Sanremo (1999-2000)
Il successo di Anima mia costituirà per Fazio una consacrazione, tanto da venire destinato alla conduzione del Festival di Sanremo per due anni consecutivi, nel 1999 e nel 2000. In questi due anni la manifestazione raggiunge ascolti record che ancora oggi sono stati raramente toccati. Le edizioni guidate da Fazio sono state caratterizzate dalla presenza di personalità del tutto inusitate per il festival, come ad esempio il Premio Nobel per la medicina Renato Dulbecco e il tenore Luciano Pavarotti, impegnati nella co-conduzione, e Michail Gorbačëv invitato come ospite.
Nell'edizione del 1999 è affiancato dalla modella Laetitia Casta, che otterrà parecchia notorietà con questo Sanremo, e il premio Nobel Renato Dulbecco. Da direttore artistico apporta numerose novità, come il Premio Città di Sanremo, che consentono al Festival, nella finale, di sfiorare il 65% di share ed è considerata dalla critica come una delle migliori edizioni di sempre di Sanremo. L'edizione successiva risulta ancora oggi la più vista dal 2000 in poi: il regolamento fu leggermente modificato, la scaletta divenne più organizzata e il cast più di spicco. Ad affiancare Fazio in quest'edizione ci furono il comico Teo Teocoli, suo collega a Quelli che il calcio, Luciano Pavarotti e Inés Sastre.

### Anni duemila
Nel marzo del 2000 ha presentato dal Teatro Carlo Felice di Genova il concerto Faber, amico fragile in omaggio a Fabrizio De André. Nel 2001 decide di lasciare la Rai, perché i dirigenti Rai «non hanno accettato di assicurarmi per tre anni il mio talk show».
Viene poi ingaggiato dalla nascente rete televisiva LA7, dove conduce tuttavia solo la trasmissione inaugurale. Con l'arrivo del nuovo proprietario Marco Tronchetti Provera, il programma affidatogli sulla nuova emittente (un talk-show di seconda serata dal titolo Fab Show) viene, infatti, cancellato a tre giorni dalla messa in onda della prima puntata, per motivi mai chiariti e in cambio di 28 miliardi di lire tra penali e buonuscita.
Dal 2001 al 2008 Fazio è attivo nel mondo immobiliare parigino. Torna quindi a Rai 3, dove, a partire dal 13 settembre 2003 presenta Che tempo che fa, un talk-show che, partendo da spunti meteorologici, è in realtà un programma di approfondimento, con interviste a ospiti in studio e interventi comici e satirici. La trasmissione, che dal 2005 vede Luciana Littizzetto come ospite fissa, col passare degli anni ha ottenuto un grande successo di pubblico e critica. Nel corso degli anni sono stati intervistati oltre alcuni dei protagonisti internazionali della musica, del cinema, dello sport, della scienza della letteratura, ed inoltre Bill Gates, Tony Blair, Michail Gorbačëv, Barack Obama, Emmanuel Macron, Papa Francesco.
Nel 2007 Fazio vince il Premio "È giornalismo" e il Premio Regia televisiva come uno dei dieci migliori programmi dell'anno, e poco dopo il premio come migliore programma dell'anno per la giuria. Il 26 novembre 2007 è ospite su Rai Uno nella trasmissione di Adriano Celentano La situazione di mia sorella non è buona.
Nel 2009 il suo stipendio annuale in Rai ammontava a circa 2 185 000 euro, a fronte di un guadagno della Rai stimato in dieci volte tanto.

### Anni duemiladieci
A novembre 2010 conduce, insieme con lo scrittore Roberto Saviano, il programma in quattro puntate Vieni via con me su Rai 3. Il programma, che impiega una formula completamente innovativa tramite la lettura di elenchi ispirata a uno spettacolo teatrale, ottiene fino a 9,7 milioni di spettatori e quasi il 32% di share, risultando il programma più visto della storia di Rai 3) e suscitando anche numerose polemiche, una delle quali per presunte violazioni della par condicio.
Nel maggio 2012 conduce, nuovamente con Saviano, il programma Quello che (non) ho su LA7. Il programma segue l'impostazione di Vieni via con me, avendo però come protagoniste le "parole" anziché gli elenchi. Nella prima puntata ha fatto registrare il record di share di LA7 con il 12,65% e 3 036 000 telespettatori, risultando il terzo programma più visto della serata, record superato due giorni dopo dalla terza e ultima puntata del programma, con il 13,06% di share.

#### Conduttore e direttore artistico del Festival di Sanremo (2013-2014)
Nel 2013 presenta per la terza volta e cura la direzione artistica del Festival di Sanremo, accompagnato da Luciana Littizzetto. Si tratta di un ritorno sul palco dell'Teatro Ariston e su Rai 1 dopo 13 anni; l'edizione di quell'anno ottiene un enorme successo, con una media di quasi 12 milioni di spettatori, superando le precedenti edizioni e battendo in valori assoluti anche l'edizione del 2005 condotta da Paolo Bonolis; susciterà però anche delle polemiche, in particolare a seguito di una contestazione al comico Maurizio Crozza, ospite della prima puntata, da parte di alcune persone della platea. Il successo però è gigantesco e la coppia Fazio-Littizzetto si consacra come la vera vincitrice di Sanremo, tanto da vincere il Premio Regia televisiva rispettivamente come personaggio maschile e femminile dell'anno.
L'anno successivo, nel 2014, ripresenta il festival sempre accanto a Luciana Littizzetto; questa edizione non riconferma il successo del pubblico e della critica dell'anno precedente anche a causa delle numerose polemiche pre-festival, relative ai cachet dei conduttori per la kermesse e varie interferenze politiche durante le varie serate, registrando il 39% di media nelle 5 serate (e con la serata finale risultata in seguito la meno seguita di sempre tra le finali del Festival) e perdendo 3 milioni rispetto all'edizione 2013.